# فرودگاه منطقه‌ای المیرا\کورنینگ
فرودگاه منطقه‌ای المیرا\کورنینگ (به انگلیسی: Elmira/Corning Regional Airport) یک فرودگاه همگانی بهره‌برداری هوایی با کد یاتا ELM است که یک باند فرود آسفالت دارد و طول باند آن ۲۳۱۶ متر است. این فرودگاه در شهر المیرا، نیویورک کشور ایالات متحده آمریکا قرار دارد و در ارتفاع ۲۹۱ متری از سطح دریا واقع شده است.